# Haworthia variegata
Haworthia variegata là một loài thực vật có hoa trong họ Măng tây. Loài này được L.Bolus mô tả khoa học đầu tiên năm 1929.